# Кінір

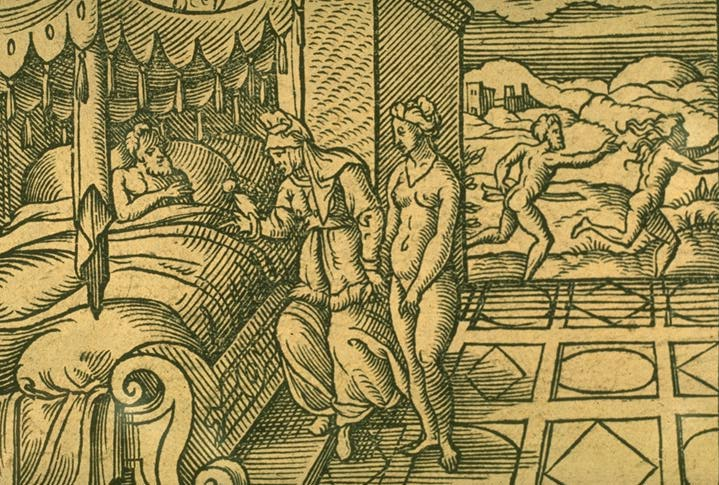
Мірра та Кінір

Кінір (грец. Κινύρας) — перший міфічний цар Кіпру, засновник кіпрського культу і перший жрець Афродіти.
Жив ще у фінікійську епоху Кіпру, але греки, що оселилися на острові, включили його в свої міфи. Кініра вважали сином Аполлона. Раніше він був царем міста Бібл у Фінікії, де особливо процвітав культ Адоніса. Прибувши на Кіпр, Кінір заснував місто Пафос, де було загальне святилище кіпріотів. Жерці та пророки цього святилища Афродіти (та інших її святилищ) вважалися нащадками Кініра і звалися кінірадами.
Кініра вважали також співцем, автором гімнів Афродіті й жалібних пісень на смерть Адоніса. Його ім'я виводиться від фінікійського слова kinnor (назва азійського струнного інструмента). Кініру приписували започаткування культури на Кіпрі, мешканців якого він навчив, зокрема, добувати метали. За епосом, Кінір послав Агамемнонові багаті обладунки, коли звістка про Троянську війну дійшла до Кіпру. Його сином був Амарак, який через випадкову втрату храмових пахощів перетворився на майоран.
Був одружений з Метармою, дочкою Пігмаліона і Галатеї, мав дочок Мірру, Лаогору, Орседіку, Брезію. Через підступність Афродити злягався з дочкою Міррою, після чого хотів її убити, але боги перетворили її на миррове дерево, з якого через десять місяців народився Адоніс.